# Dolmen du Roh-Du
Der 1992 unter Schutz gestellte Dolmen du Roh-Du (auch Dolmen von Rode oder Forêt de Floranges genannt) liegt am Nordrand des Forêt de Floranges (Wald) südlich von La Chapelle-Neuve im Arrondissement de Pontivy im Département Morbihan in der Bretagne in Frankreich. Die Anlage datiert ins Neolithikum, etwa 3000 bis 2700 v. Chr. Dolmen ist in Frankreich der Oberbegriff für Megalithanlagen aller Art (siehe: Französische Nomenklatur).
Der niedrige einfache Dolmen (französisch Dolmen simple) liegt in den Resten eines Rundhügels von etwa 10,0 m Durchmesser. Er besteht aus drei Tragsteinen und der allseits überstehenden Deckenplatte. Die Kammer misst etwa 2,0 × 1,5 m.

Dolmen du Roh-Du
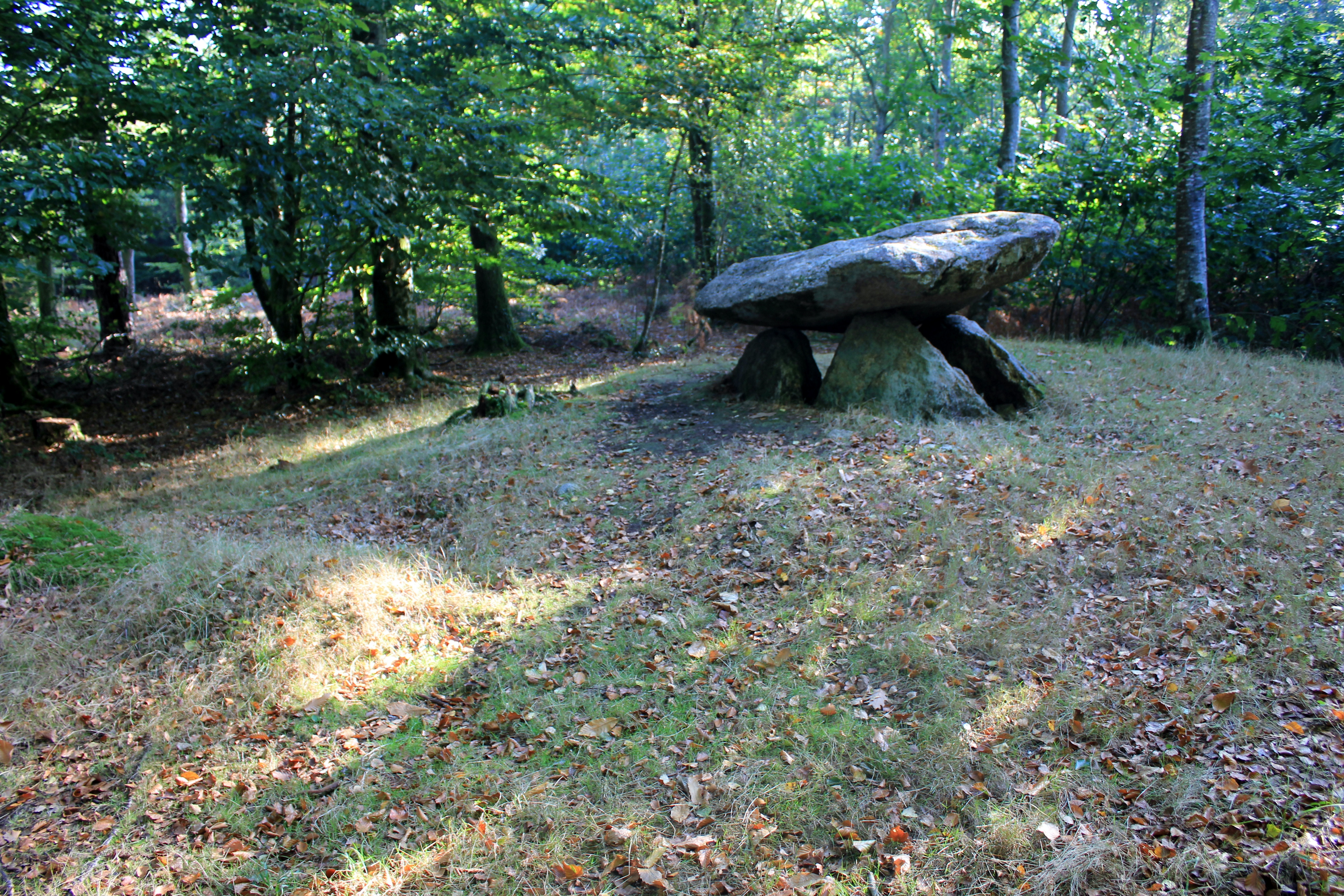
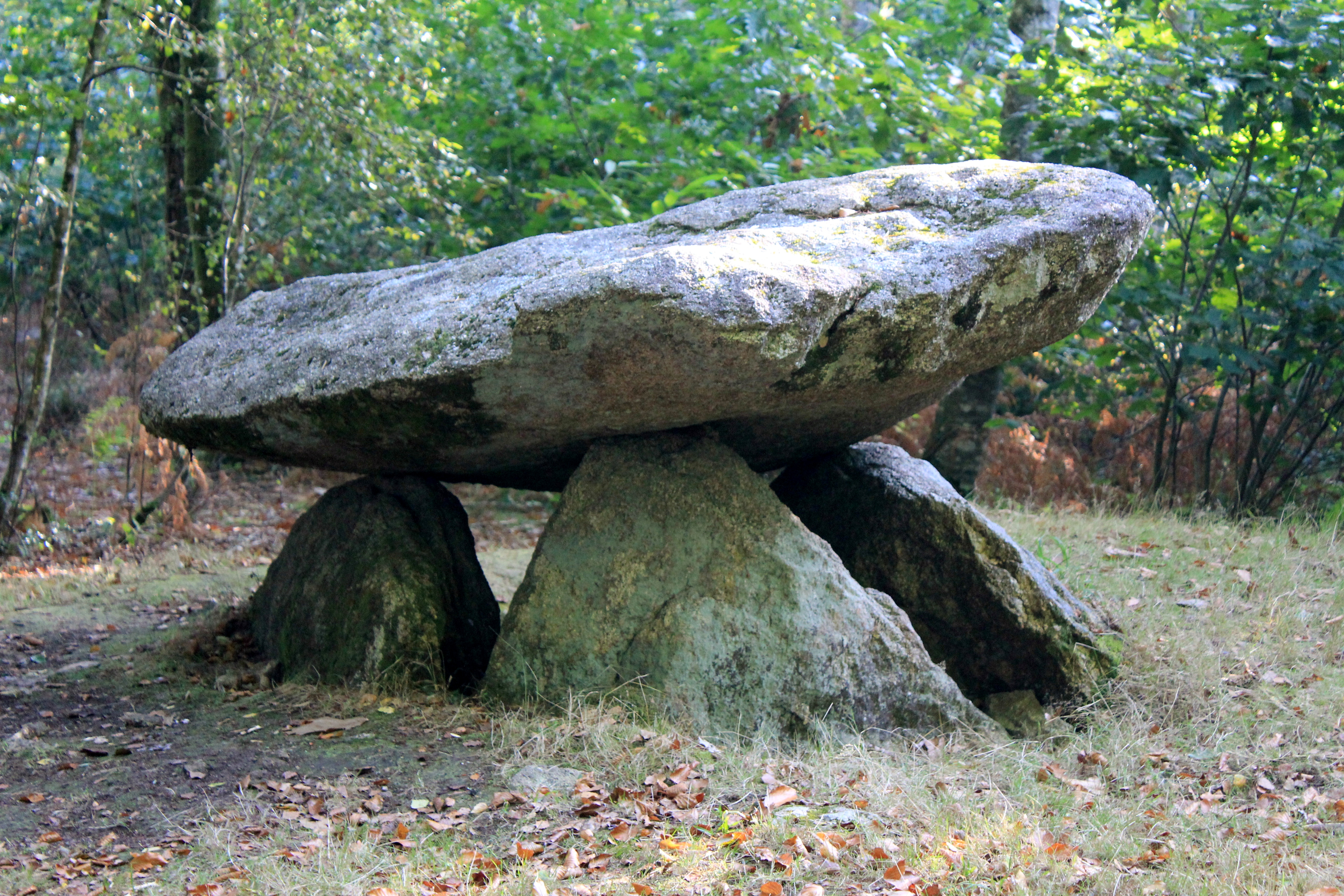
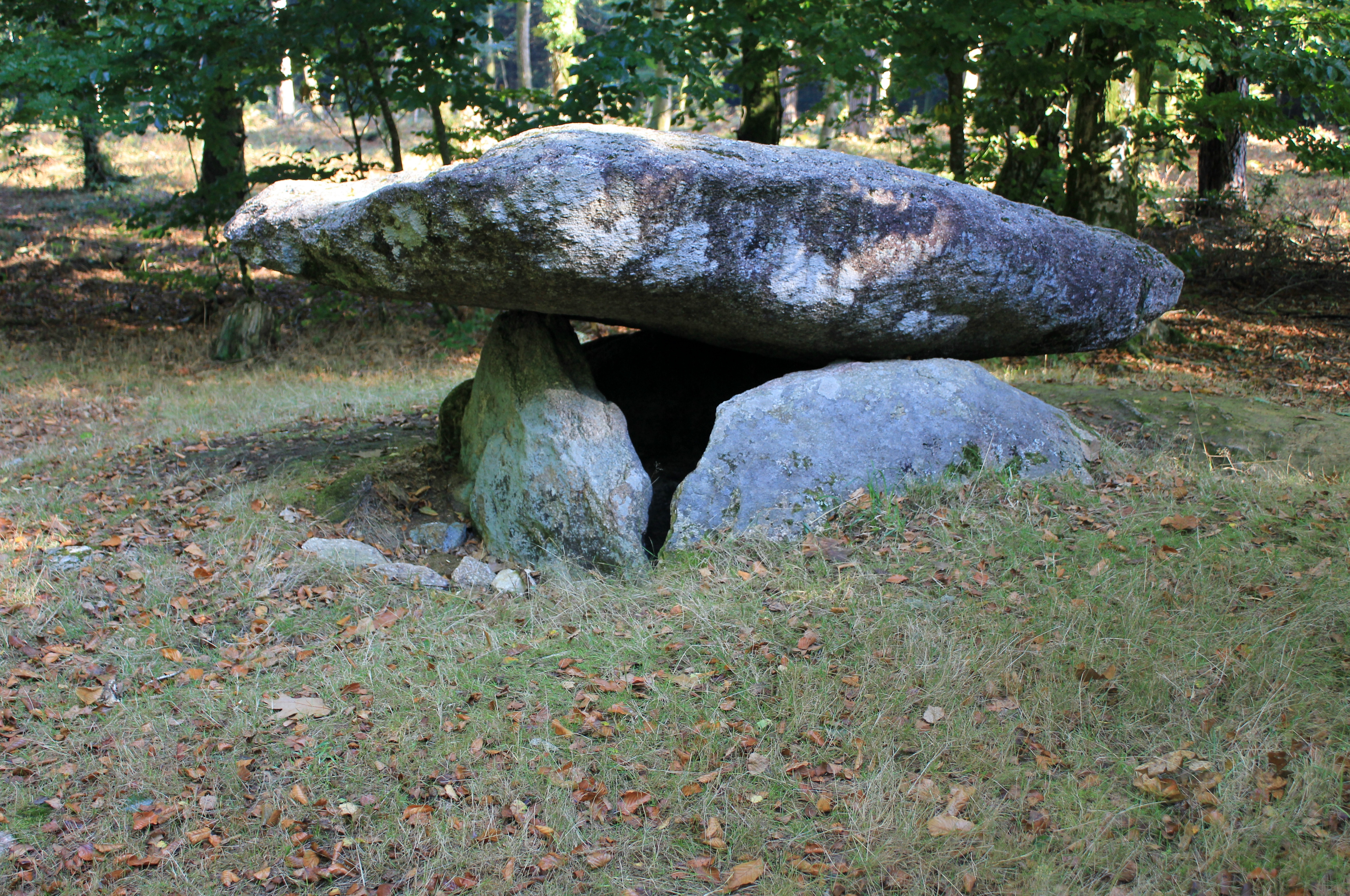
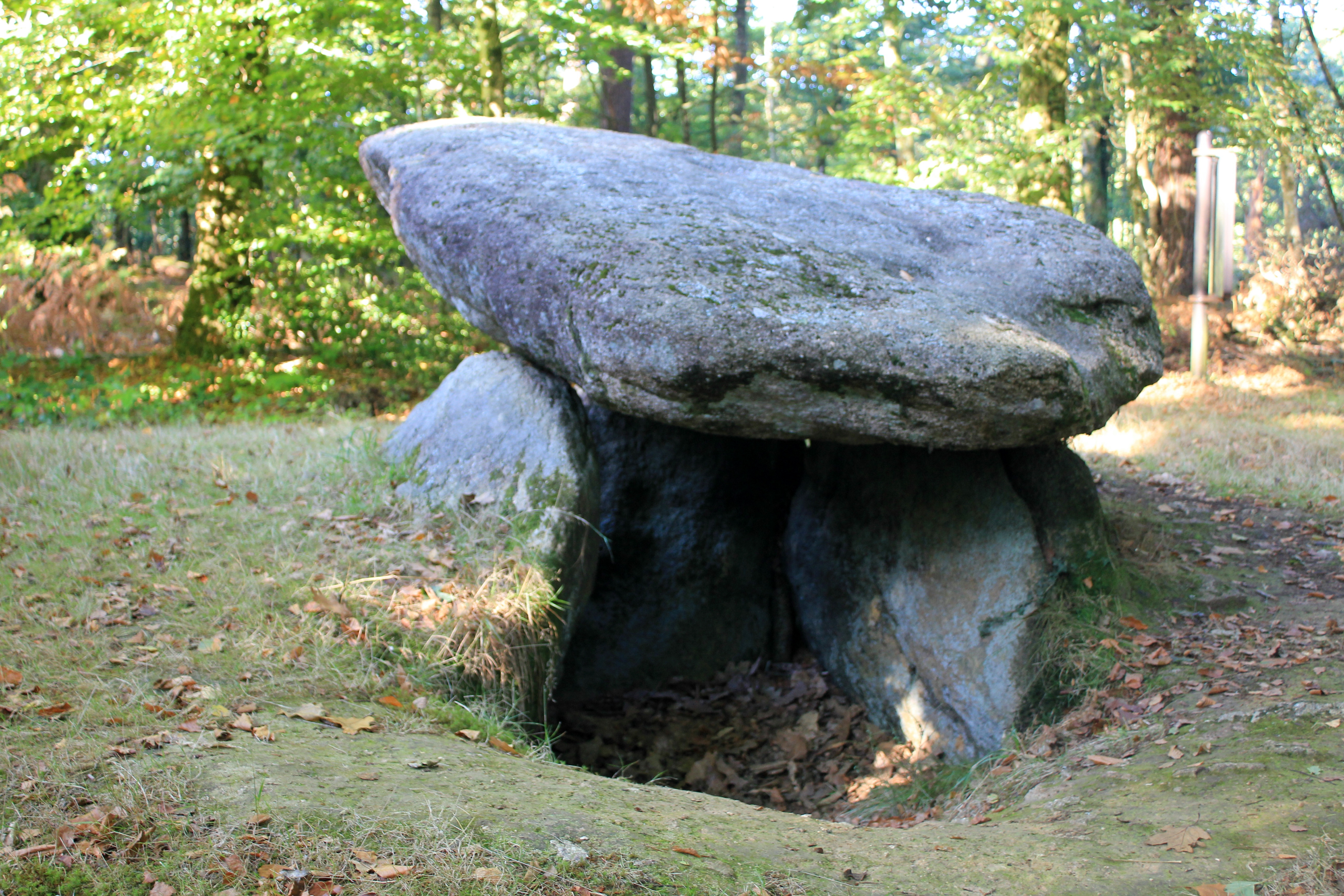

In der Nähe liegt die Allée couverte de l’Etoile.